# 수전 햄프셔
수전 햄프셔(Susan Hampshire, CBE, 1937년 5월 12일 ~ )는 잉글랜드의 배우이다.

## 출연 작품
- 어나더 마더스 썬 (2017)
- 잊을 수 없는 죽음 (2003)
- 커밍 홈 (1998)
- 리빙 프리 (1972)
- 데이빗 코퍼필드 (1970)
- 8월의 파리 (1965)
- 비밀첩보원 (1964)
- 원더풀 라이프 (1964)
- 토마시나의 세가지 삶 (1964)
- 듀링 온 나잇 (1961)
- 익스프레소 봉고 (1959)
- 더 우먼 인 더 홀 (1947)